# 热沙尔特
热沙尔特（羅馬化：Zheshart）是俄罗斯科米共和国乌斯季维姆区的市级镇，位于维切格达河右岸。
该地建于1586年，1961年成为市级镇。历年人口普查中，该地2021年人口有7,027人；2010年人口8,561；2002年人口10,029；1989年人口12,674。